# آب‌انبار راهجرود
آب‌انبار راهجرود مربوط به دوره صفوی است و در شهرستان قم، بخش مرکزی، روستای راهجرود واقع شده و این اثر در تاریخ ۱۶ شهریور ۱۳۸۳ با شمارهٔ ثبت ۱۱۰۸۳ به‌عنوان یکی از آثار ملی ایران به ثبت رسیده است.